# 深川正一郎
深川 正一郎（ふかがわ しょういちろう、1902年3月6日 - 1987年8月12日）は、愛媛県出身の俳人。
宇摩郡上山村（現・四国中央市）に生まれる。11歳で両親と死別し祖父母に育てられる。川之江二洲学舎（戦後は愛媛県立川之江高等学校定時制に引き継がれる）を卒業。在学中より俳句・短歌をたしなむ。
1924年、文藝春秋に入社。1930年、日本コロムビア編集長に就任。翌年、俳句朗読の録音で高浜虚子と知り合い師事する。のち「ホトトギス」同人。1949年「冬扇」を創刊・主宰。1973年、妻の健康のため「冬扇」を終刊。
1987年、「ホトトギス」同人会長となり、また日本伝統俳句協会設立に伴い初代副会長に就任。高浜虚子、高浜年尾、稲畑汀子と三代にわたって師事し「ホトトギス」の重鎮として活躍。また「山会」の主要メンバーで写生文でも活躍した。1987年8月12日死去、85歳。
句集に『正一郎句集』（1948年）『正一郎句集』（1982年）『深川正一郎句集』（1989年）。また『定本 川端茅舎句集』（1946年）『定本 虚子全集』（1948-49年）『定本 高浜虚子全集』（1973年-75年』等の編集に携わった。娘の川口咲子も俳人。

## 関連文献
- 川口咲子編 『深川正一郎の世界』 梅里書房、1991年